# 1 Pułk Artylerii (LP)

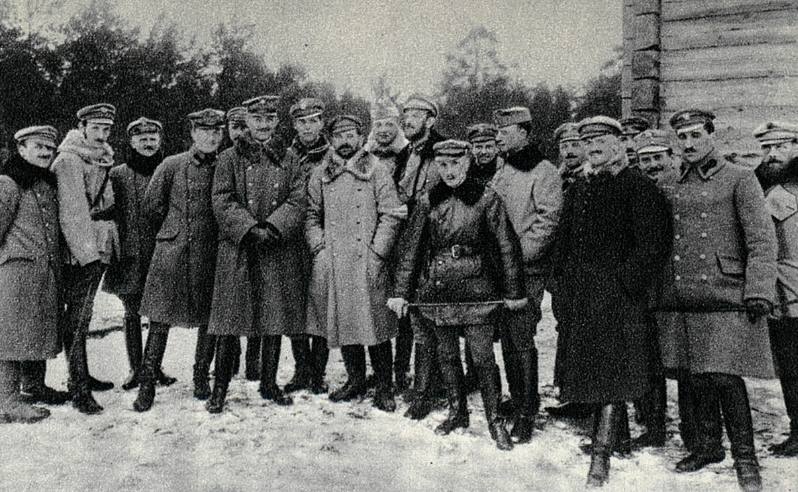
Grupa oficerów artylerii legionowej z mjr. Ottokarem Brzozą-Brzeziną

1 Pułk Artylerii (1 pa) – oddział artylerii lekkiej Legionów Polskich.

## Formowanie i zmiany organizacyjne
Kpt. Ottokar Brzoza-Brzezina, wykonując polecenie Józefa Piłsudskiego, już 27 sierpnia 1914 zorganizował oddział artylerii pod nazwą „Kadra Artylerii Legionów Polskich”. Liczył on w owym czasie 121 ludzi. 1 września 1914 został przeniesiony do Krakowa, do koszar austriackich w Przegorzałach. Początkowo uzbrojenie podstawowe oddziału stanowiło 20 przestarzałych armat górskich 7 cm M.75 kal. 66 mm. W wyniku nieformalnych działań kpt. Brzozy udało się zdobyć pozostałe wyposażenie dla oddziału. 30 września 1914 rozkazem Komendy Legionów utworzono 1 pułk artylerii.
W skład jego wchodziły:
- I dywizjon – por. Mieczysław Jełowicki[2]
  - 1 bateria – ppor. Karol Nowak
  - 2 bateria – ppor. Konrad Kostecki[3]
  - 3 bateria – ppor. Kasper Wojnar
- II dywizjon – kpt. Ottokar Brzoza-Brzezina[4]
  - 4 bateria – por. Władysław Jaxa-Rożen
  - 5 bateria – por. Marceli Śniadowski

Pułk wchodził do walki bezpośrednio po sformowaniu poszczególnych pododdziałów. Wspierał walkę piechoty działając dywizjonami a nawet pojedynczymi bateriami.
Pierwsze strzały do nieprzyjaciela oddała 2 bateria 26 października 1914 roku o godz. 9:40 pod Nadwórną i Mołotkowem podczas walk pod Rafajłową.
Baterie kilkakrotnie przechodziły reorganizacje. Po wyczerpaniu nieprodukowanej już amunicji i rozkalibrowaniu większości armat działa zostały wymienione na typowe:
- 1 bateria – 9 cm armaty polowe wzór 1875/1889.
- 2 bateria – 3.7 cm działka górskie, które później przekazała piechocie otrzymując 8 cm armaty polowe wzór 1905
- 3 bateria – 8 cm armaty polowe wzór 1905.

W sierpniu 1915 pułk sformował baterię konną, której dowództwo objął por. Edmund Knoll-Kownacki. Bateria ta uczestniczyła m.in. w walkach pod Raśną.
W listopadzie 1915 1 pułk artylerii Legionów po raz pierwszy został zebrany w jednym miejscu i połączony w zwarty oddział. Do lata 1916 stał na pozycjach nad Styrem.
Wiosną 1916 przystąpiono do reorganizacji pułku. Rozformowane zostały 3, 5 bateria oraz bateria konna. Z ich składu utworzono trzecie plutony w pozostałych bateriach i sformowano nową 3 baterię. W kwietniu zaczęto organizować dywizjon haubic M.1899 kalibru 10 cm. Do chwili rozpoczęcia walk zdołano utworzyć 1 baterię.
Po przejściu linii frontu pod Rarańczą w nocy z 15 na 16 lutego 1918 części Polskiego Korpusu Posiłkowego, pułk został rozbrojony przez wojska austriackie, a żołnierze internowani.
Do zakończenia wojny dotrwała jedynie siedmiodziałowa bateria mieszana w ramach Polskiej Siły Zbrojnej złożona z zaprzysiężonych Królewiaków.
Żołnierze baterii, po odzyskaniu niepodległości, weszli w skład 2 pułku artylerii polowej.

## Struktura organizacyjna wiosną 1916
Dowództwo

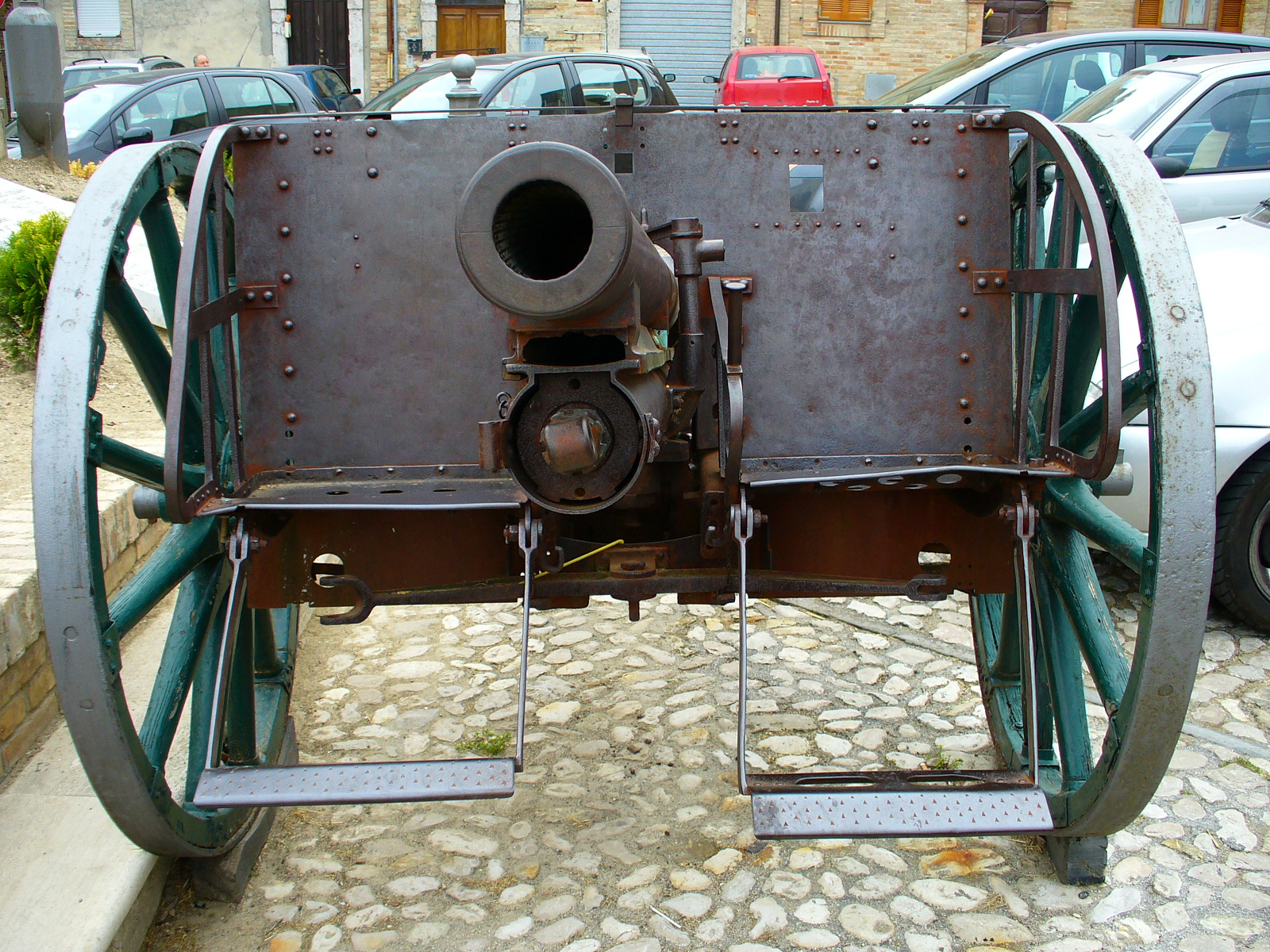
8 cm armata polowa wzór 1905

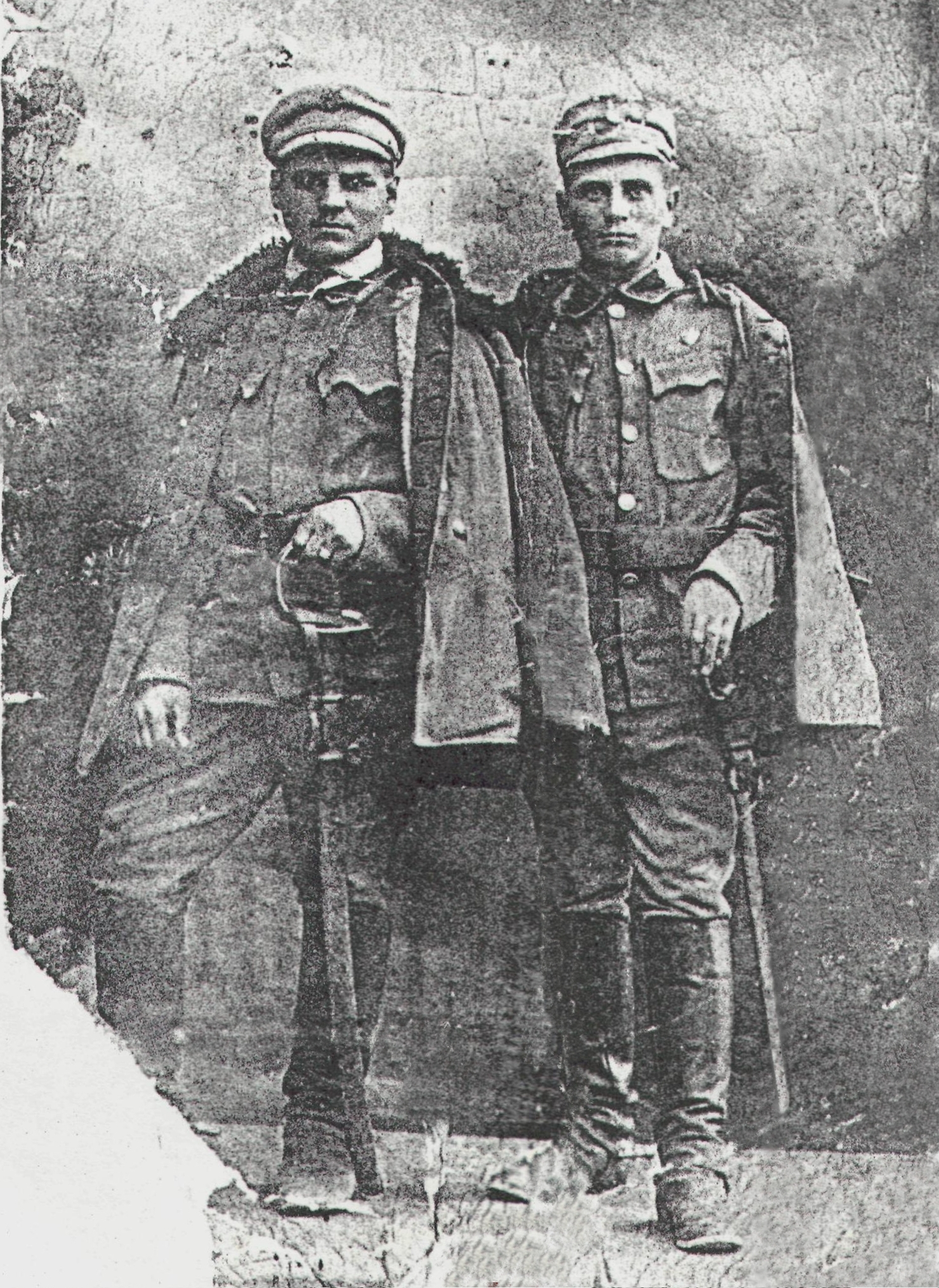
Nieznany oficer (z prawej strony) i bombardier Jan Wiatr z 1 Pułku Artylerii Legionów Polskich, odznaczony srebrnym krzyżem Orderu „Virtuti Militari”

- dowódca pułku – mjr Ottokar Brzoza-Brzezina
- dowódca grupy artylerii – kpt. Władysław Jaxa-Rożen

Oddział sztabowy

I Dywizjon Polowy
- dowódca dywizjonu – kpt. Marceli Śniadowski
- 1 bateria – por. Jan Maciej Bold
- 2 bateria – por. Włodzimierz Łapicki

II Dywizjon Polowy
- dowódca dywizjonu – kpt. Edmund Knoll-Kownacki
- 3 bateria – por. Aleksander Hertel
- 4 bateria – por. Antoni Durski-Trzaska

Dywizjon Haubic
- dowódca dywizjonu – kpt. Przemysław Barthel de Weydenthal
- 1 bateria haubic – por. Kazimierz Schally
- 2 bateria haubic – por. Marian Bolesławicz

4 x kolumny amunicyjne

kolumna prowiantowa

warsztaty pułkowe

## Żołnierze pułku
Komendanci pułku
- kpt./mjr Ottokar Brzoza-Brzezina (od 18 VIII 1914)
- mjr Marceli Śniadowski (od 7 II 1917)

Kawalerowie Virtuti Militari
Żołnierze byłego 1 Pułku Artylerii Legionów Polskich odznaczeni 17 maja 1922 Krzyżem Srebrnym Orderu Virtuti Militari

1. kpt. Adolf Abram nr 7500
2. mjr Józef Beck nr 3451
3. ppłk Marian Bolesławicz nr 7501
4. ś.p. ppor. Stanisław Borzęcki nr 7691
5. płk Ottokar Brzoza-Brzezina nr 7502
6. kpt. Andrzej Czerwiński nr 7504
7. kpt. Stefan Czerwiński nr 7503
8. ppłk Antoni Durski-Trzaska nr 7505
9. mjr Jerzy Englisch nr 7506
10. mjr Władysław Filipkowski nr 7507
11. mjr Wojciech Fyda nr 7508
12. por. Władysław Gąsior * nr 7510
13. ś.p. kan. LP Stefan Gzowski * nr 7690
14. ppłk Roman Gliniecki nr 5939
15. mjr Michał Gnoiński nr 7509
16. por. Józef Antoni Heriadin nr 7511
17. mjr Feliks Kamiński nr 5940
18. kpt. Jan Kijowski nr 5941
19. mjr Władysław Kiliński nr 7512
20. kpt. Józef Kleiber nr 7513
21. mjr Zygmunt Klinger nr 5942
22. ogn. Franciszek Konior nr 7514
23. wachm. szt. Henryk Kostrzyca nr 7515
24. kpr. Jan Kowalik nr 7516
25. kpr. Stefan Kowalik nr 7517
26. kpr. Feliks Kubusiewicz nr 7518
27. mjr Stanisław Künstler nr 7519
28. kpr. Tadeusz Kułakowski nr 7520
29. mjr lek. dr Ryszard Kunicki nr 7521
30. kpr. Kazimierz Kuś nr 7522
31. śp. ppor. Włodzimierz Łapicki nr 7523
32. kpt. Kazimierz Machczyński nr 7525
33. por. Jan Maciejski[7] nr 7524
34. mjr Mieczysław Maciejowski nr 7527
35. mjr Stanisław Mańkowski nr 7526
36. kpt. Eugeniusz Mięsowicz nr 7528[8]
37. śp. bomb. Łucjan Nowicki nr 7688
38. ppłk Karol Nowak nr 5938
39. mjr Stanisław Piotrowski nr 7529
40. mjr Zdzisław Zych-Płodowski nr 7530
41. por. Józef Pyrek nr 7531
42. bp. ogn. dr Stanisław Reich nr 7686
43. kpr. Stanisław Ratajski nr 7532
44. płk Władysław Jaxa-Rożen nr 7533
45. por. Rafał Sadowski nr 7534
46. kpt. Teofil Schab nr 7535
47. por. Antoni Śpiewak nr 7537
48. kpt. Marian Sroczyński nr 7538
49. kpt. lek. Władysław Szpil nr 7539
50. kpt. Julian Tomaszewski nr 7540
51. ppor. rez. Aleksander Wernik nr 7541
52. por. Walenty Wesołowski nr 5943
53. bomb. Jan Wiatr nr 7542
54. ppłk Aleksander Wieleżyński nr 7545
55. mjr Andrzej Wilk nr 7544
56. kpt. Stanisław Witkowski nr 7543
57. mjr Kasper Wojnar nr 7546
58. śp. kan. Józef Bolesław Ziemiański nr 7687
59. kpt. Jerzy Zapolski nr 5944

Oficerowie
- ppor. Jan Goliński

Legioniści
- Władysław Antos
- Stefan Janusz Bratkowski
- Tadeusz Dyńko
- Władysław Kowalczuk
- Henryk Nowosielski
- Karol Piro
- Jan Sroczyński
- leg. Tadeusz Sygietyński
- Jan Szmurło
- Edward Ungeheuer
- Władysław Piotr Wiatr
- Władysław Wieruski

## Upamiętnienie
6 sierpnia 1939, podczas uroczystości 25. rocznicy zbrojnego Czynu Legionów, w Przegorzałach została odsłonięta tablica pamiątkowa.